# Кириченко Федір Григорович
Фе́дір Григо́рович Кириче́нко (17 лютого (1 березня) 1904, с. Владиславка, Канівський повіт, Київська губернія, Російська імперія (нині — Обухівського району, Київської області, Україна) — 4 червня 1988, м. Одеса) — український вчений-селекціонер, академік Всесоюзної Академії сільськогосподарських наук і лісівництва (1956), Герой Соціалістичної Праці (1958). Доктор сільськогосподарських наук (1960). Член КПРС (з 1929).

## Життєпис
1928 року закінчив Масловський інститут селекції і насінництва імені К. А. Тімірязєва. Від 1929 року працював завідувачем Маслівської сільськогосподарської школи, а також викладачем дисципліни: «Загальне та приватне землеробство». У 1930—1932 роках — аспірант Всесоюзного селекційно-генетичного інституту (нині — Селекційно-генетичний інститут — Національний центр насіннєзнавства та сортовивчення), що в Одесі, у 1932—1937 роках — старший науковий співробітник відділу генетики та селекції картоплі, завідувач відділом селекції зернових культур інституту.
У 1941—1942 та 1944 роках — директор Ставропольської державної селекційної станції, у 1943—1944 роках — заступник директора з наукової частини Александровської державної селекційної станції Івановської області.
1944—1954 роках — завідувач відділу селекції пшениці. Від січня 1954 року й наступних п'ять років перебував на посаді директора Всесоюзного селекційно-генетичного інституту імені Трохима Денисовича Лисенка в Одесі, а від 1959 року переведений на посаду завідувача відділу селекції пшениці й працював там до 1984 року. У 1984—1988 роках на посаді наукового співробітника інституту.
З селекції пшениць Ф. Г. Кириченко розробив метод створення більш зимостійких міжвидових гібридів і удосконалив методи добору пар при між- та внутрішньовидовій гібридизації озимої м'якої пшениці. Особливо цінні дослідження Ф. Г. Кириченка з розробки методу добору сільськогосподарських рослин за потужністю розвитку кореневої системи. 1959 року вивів новий високоврожайний сорт озимої пшениці «Одеська 21». Під керівництвом та за його участю в інституті виведено 5 високоврожайних зимостійких і засухостійких сортів озимої м'якої пшениці степового екотипу. Ф. Г. Кириченко, вперше в історії степового землеробства, створив озиму тверду пшеницю сортів Мічуринка, Новомічуринка та Одеська ювілейна, які дають 35—45 ц з 1 га.
Помер 4 червня 1988 року та похований на Другому Християнському цвинтарі Одеси.

## Нагороди, звання
- 1949, 1962 — лауреат Державної премії СРСР;
- 1950 — орден «Знак Пошани»;
- 1954, 1966, 1974 — орден Трудового Червоного Прапора;
- 1958 — присвоєно звання Героя Соціалістичної Праці з врученням ордену Леніна та золотої медалі «Серп і Молот»;
- 1958 — орден Леніна;
- 1959 — лауреат Ленінської премії;
- 1960 — доктор сільськогосподарських наук;
- 1961 — звання «Почесний член Чехословацької академії сільськогосподарських наук»;
- 1971 — орден Жовтневої Революції;
- 6 медалей СРСР та Всесоюзної сільськогосподарської виставки.

## Праці
Опубліковано понад 200 наукових праць, у тому числі 13 книг та брошур. Ряд праць опубліковано за кордоном. Нижче перелічені лише деякі з них:
- О новых сортах озимой и яровой пшеницы / Всесоюзный селекционно-генетический институт. — Одесса: Обласное издательство, 1948. — 23 с.
- Основные итоги работ по селекции озимой твердой пшеницы / Ф. Г. Кириченко // Селекция и семеноводство. — 1958. — № 1. — С. 21—28.
- Создание озимой твердой пшеницы и некоторые вопросы селекции зерновых / Ф. Г. Кириченко // Агробиология. — 1960. — № 3. — С. 40—45.
- Создание озимой твердой пшеницы / Ф. Г. Кириченко // Научные труды. Юбилейный выпуск, посвящённый 50-летию института; Всесосоюзный селекционно-генетический институт. — Одесса, 1962. — С. 36—55.
- Методы выведения сортов озимой мягкой и твердой пшеницы для степи Украины // Достижение отечественной селекции: сборник научных статей / ред. Л. И. Гоменюк. — Москва: Колос, 1967. — С. 101—113.
- Селекция озимой твердой пшеницы / Ф. Г. Кириченко, Я. К. Максименко // Приемы и методы повышения качества зерна колосовых культур. — Л., 1967. — С. 40—45.
- Засухоустойчивость озимой пшеницы / Ф. Г. Кириченко, Д. Ф. Проценко и др. — Москва: Колос, 1975. — 240 с.
- Длина колеоптиле у короткостебельных сортов озимой мягкой пшеницы / Ф. Г. Кириченко, Н. А. Литвиненко, В. М. Пыльнев // Доклады ВАСХНИЛ. — 1978. — № 7. — С. 5-7.
- Краткие итоги селекции озимой твердой пшеницы для степи УССР / Ф. Г. Кириченко, В. М. Пыльнев, А. И. Паламарчук // Селекция пшеницы на юге Украины. — Одесса, 1980. — С. 40-52.
- Роль селекции в повышении потенциала продуктивности и улучшение других признаков и свойств озимой пшеницы встепи УССР / Ф. Г. Кириченко, А. В. Нефедов, Н. А.  Литвиненко // Селекция пшеницы на юге Украины. — Одесса, 1980. — С. 10—18.
- Основные достижения отдела селекции пшеницы Всесоюзного селекционно-генетического института за 50 лет / Ф. Г. Кириченко // Вопросы селекции и генетики зерновых культур. — Москва, 1983. — С. 346—358.
- Разработка теоретических и практических вопросов селекции новой культуры — озимой твердой пшеницы / Ф. Г. Кириченко, А. И. Паламарчук // Достижения сельскохозяйственной науки. — Москва, 1987. — С. 44—53.
- Селекция высокоинтенсивных и полуинтенсивных сортов мягкой озимой пшеницы / Ф. Г. Кириченко, Н. А. Литвиненко и др. // Селекция, семеноводство и интенсив. технология возделывания озимой пшеницы. — Москва, 1989. — С. 28—36.